# Inteligentne rozpoznawanie znaków
Inteligentne rozpoznawanie znaków, ICR (ang. intelligent character recognition) – zaawansowane techniki typu optycznego rozpoznawania znaków, służące do analizy różnych rodzajów pisma, w tym jego cech (kroju czcionki, pogrubienia, interlinii i tym podobnych).
Szczególnym zastosowaniem ICR jest odczytywanie pisma ręcznego.